# Stambolijski, Bulgarien
Stambolijski (bulgariska: Стамболийски) i kommunen Obsjtina Stambolijski är huvudort i regionen Plovdiv i södra Bulgarien.